# Los derechos de la mujer
Los derechos de la mujer es una obra de teatro en dos actos de Alfonso Paso, estrenada en el Teatro Club de Madrid el 2 de marzo de 1962.

## Argumento
Juan y María José forman un matrimonio recién casado, en el que él trabaja como ejecutivo y ella, abogada, sorprendentemente, se niega a dejar su trabajo y hacerse cargo de las labores del hogar. Ante esta insólita situación, Juan se apresta a dedicarse a los trabajos domésticos con discutibles resultados.

## Representaciones destacadas
- Teatro (Estreno, 1962). Dirección: Modesto Higueras. Intérpretes:  Concha Velasco (luego sustituida por Julieta Serrano), Germán Cobos (luego sustituido por Carlos Larrañaga), María Bassó, Luis S. Torrecilla, Pilar Laguna, Josefina Martín.
- Teatro (Estreno en Barcelona, 1962). Dirección: Mario Antolín. Intérpretes:  María Fernanda D'Ocón, Carlos Muñoz, Maribel Amézaga, Ana María Morales, Clotilde López.
- Cine Los derechos de la mujer - (España, 1963). Dirección: José Luis Sáenz de Heredia. Intérpretes: Mara Cruz, Javier Armet, José Luis López Vázquez, José Bódalo, Amelia de la Torre, Antonio Garisa, Laly Soldevila, Lina Canalejas.
- Teatro (Teatro Benavente, 1975). Intérpretes: Carlos Ballesteros, Silvia Tortosa.
- Teatro (Teatro Beatriz, Madrid, 1979). Intérpretes: Vicky Lusson, Ramón Corroto,[1] Josefina de la Torre, Manolo Brieba, Rosaura de Andrea, Luis Zorita, Silvia Marsó.